# Skala HAS-BLED
Skala HAS-BLED (znana również jako skala krwawień Birmingham) – skala medyczna używana do oceny ryzyka krwawień u chorych z migotaniem przedsionków w trakcie terapii przeciwkrzepliwej antagonistami witaminy K. Za poważne krwawienie uznano każde krwawienie wewnątrzczaszkowe lub inne wymagające hospitalizacji, przebiegające ze zmniejszeniem stężenia hemoglobiny o >2 g/dl lub wymagające przetoczenia krwi.
Nazwa skali jest akronimem od pierwszych liter (nazw angielskich) parametrów ocenianych w tej skali.
|   |                         | polskie tłumaczenie           | warunki | Punkty |
| - | ----------------------- | ----------------------------- | --- | ------ |
| H | Hypertension            | nadciśnienie tętnicze         | SBP>160 mmHg | 1      |
| A | Abnormal renal function | nieprawidłowa funkcja nerek   | przewlekła dializoterapia, stan po przeszczepieniu nerki lub stężenie kreatyniny w surowicy >200 µmol/l (2,26 mg/dL)                                           | 1      |
|   | Abnormal liver function | nieprawidłowa funkcja wątroby | przewlekła choroba wątroby (np. marskość) lub cechy biochemiczne istotnego uszkodzenia wątroby (np. bilirubina >2 × ggn + ALT/AST/fosfataza zasadowa >3 × ggn) | 1      |
| S | Stroke                  | udar mózgu                    | | 1      |
| B | Bleeding                | predyspozycja do krwawień     | krwawienie w wywiadzie i/lub predyspozycja do krwawień (np. skaza krwotoczna, niedokrwistość itd.)                                                             | 1      |
| L | Labile INRs             | niestabilne wartości INR      | wahające się duże wartości lub często poza przedziałem terapeutycznym (np. >40% oznaczeń)                                                                      | 1      |
| E | Elderly                 | podeszły wiek                 | wiek >65 r.ż. | 1      |
| D | Drugs and alcohol       | leki i alkohol                | przyjmowanie leków z grupy NLPZ | 1      |
|   |                         |                               | Nadużywanie alkoholu | 1      |

Maksymalna wartość w skali HAS-BLED wynosi 9.
Duże ryzyko krwawienia występuje przy wyniku ≥3.